# Сорочиця чорна
Сорочиця чорна (Melloria quoyi) — вид горобцеподібних птахів родини ланграйнових (Artamidae).

## Етимологія
Назва роду Melloria вшановує австралійського орнітолога Джона Меллора. Вид M. quoyi названо на честь французького зоолога Жан-Рене-Констана Куа (1790—1869).

## Поширення
Вид поширений на півночі Австралії, в Новій Гвінеї (повсюдно, за винятком центральних гірських районів) та на деяких дрібних островах. Живе у дощових та сухих лісах, мангрових лісах, парках, садах, на плантаціях.

## Опис
Птах середнього розміру, завдовжки 33—44 см, вагою 148—220 г. Це птах з міцною статурою, довгим квадратним хвостом, великою прямокутною головою, міцним дзьобом з трохи загнутим кінчиком верхньої щелепи. Зовні схожий на ворону, але має пропорційно меншу голову і більший та довший дзьоб. Оперення повністю глянцево чорне з фіолетовим відтінком на спині. Ноги чорні з сірими кільцями, очі темно-карі, а дзьоб має дистальну третину чорного кольору та проксимальну частину синювато-сірого кольору.

## Спосіб життя
Трапляється поодинці, парами або у невеликих сімейних зграях. Проводить більшу частину дня сидячи на високому дереві, вишукуючи поживу. Всеїдний птах. Живиться великими комахами та іншими безхребетними, дрібними хребетними, яйцями птахів і плазунів, фруктами, ягодами, насінням, нектаром. Репродуктивний період триває з серпня по січень (з піками у вересні-жовтні в Новій Гвінеї та у вересні-січні в Австралії). Це моногамні птахи. Гніздо має чашоподібну форму і будується на роздвоєнні гілки. У гнізді 2-5 яєць.

## Підвиди
- Melloria quoyi quoyi (Lesson & Garnot, 1827) — номінальний підвид, поширений на всій території Нової Гвінеї (за винятком району південніше річки Флай), а також на островах Вайгео, Салаваті, Місоол та Япен;
- Melloria quoyi spaldingi (Masters, 1878) — поширений на північному прибережному районі Північної території (Австралія);
- Melloria quoyi alecto (Schodde & Mason, 1999) — поширений вздовж південного узбережжя Нової Гвінеї південніше річки Флай, а також на островах Дару, Ару, Бойгу та Сайбай;
- Melloria quoyi jardini (Mathews, 1912) — поширений на півострові Кейп-Йорк;
- Melloria quoyi rufescens (De Vis, 1883) — поширена уздовж північно-східного узбережжя штату Квінсленд.